# Greyia
Greyia là một chi thực vật có hoa. Hệ thống APG II năm 2003 và hệ thống APG II năm 2009 gộp nó trong họ Melianthaceae sensu lato nhưng hệ thống APG IV năm 2016 gộp nó trong họ Francoaceae.
Nó chứa 3 loài như sau:
- Greyia flanaganii Bolus, 1894
- Greyia radlkoferi Szyszył., 1888
- Greyia sutherlandii Hook. & Harv., 1859

Không giống như các thành viên còn lại của họ Melianthaceae nghĩa hẹp, các loài Greyia có lá đơn (không xẻ thùy), hoa với 10 nhị hoa, và bầu nhụy với kiểu đính noãn vách. Do điều này mà đôi khi chi này được tách ra để lập nên họ riêng của nó là Greyiaceae (như trong hệ thống APG năm 1998), nhưng kể từ hệ thống APG II năm 2003 trở đi thì nó được xếp trong họ Melianthaceae/Francoaceae.

## Hình ảnh

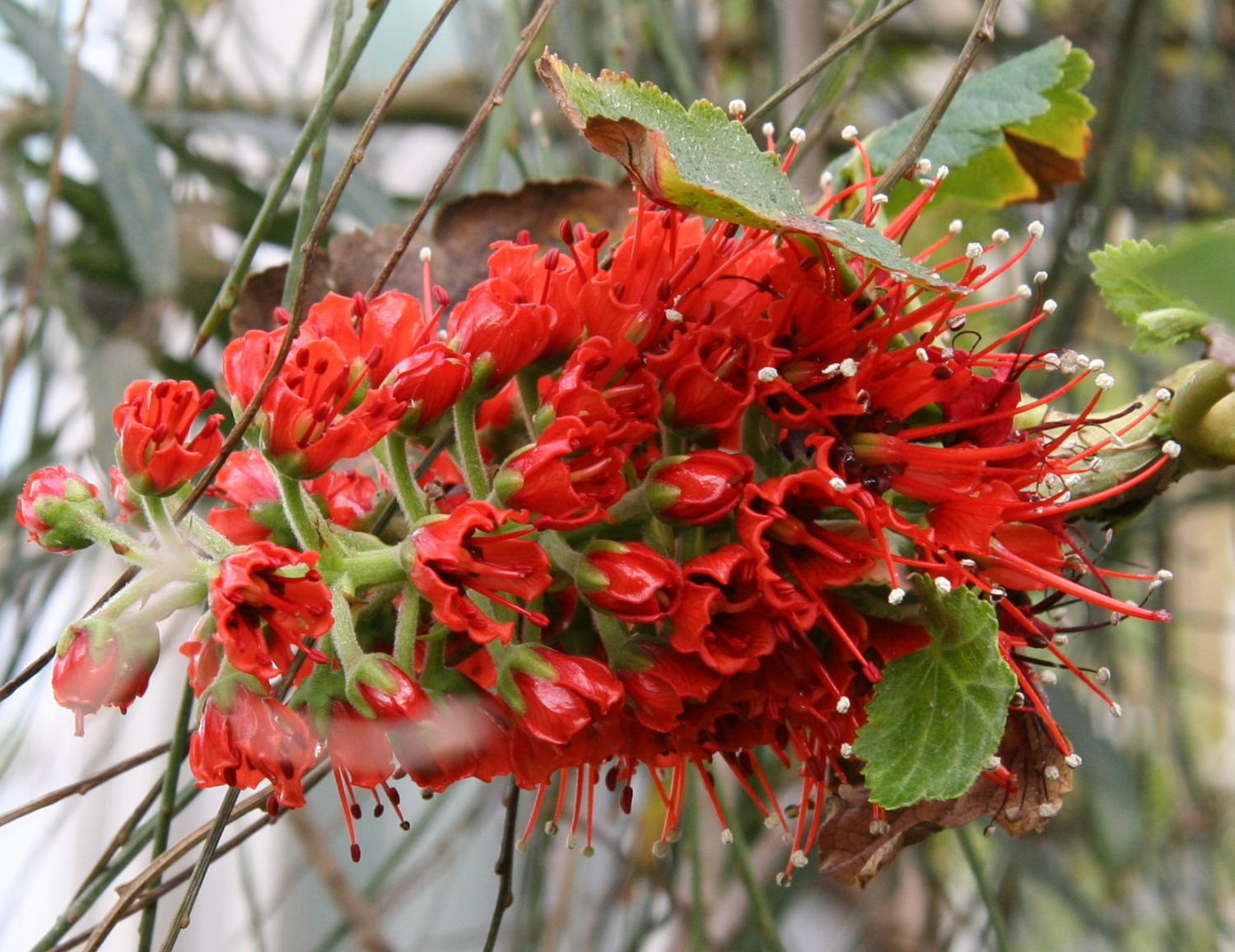